# 패왕화 스페셜포스
《패왕화 스페셜포스》(중국어: 辣警霸王花, 영어: Special Female Force)는 2016년 공개된 홍콩, 말레이시아의 영화이다. 감독은 전국위, 각본은 황백고, 황영봉이 맡았다. 홍콩, 말레이시아에서는 2016년 10월 13일에 개봉되었으며, 대한민국에서는 2018년 2월 1일에 개봉하였다.

## 출연진
- 정흔의
- 지나 호
- 잠려향
- 등려흔
- 양사기
- 전가락
- 임효봉
- 오윤룡
- 최벽가
- 동빙옥
- 이원령